# 10 مارس
- السبت
- الأحد
- الاثنين
- الثلاثاء
- الأربعاء
- الخميس
- الجمعة

- 11 رمضان 1446  هـ
- 22 رمضان 1446  هـ
- 33 رمضان 1446  هـ
- 44 رمضان 1446  هـ
- 55 رمضان 1446  هـ
- 66 رمضان 1446  هـ
- 77 رمضان 1446  هـ
- 88 رمضان 1446  هـ
- 99 رمضان 1446  هـ
- 1010 رمضان 1446  هـ
- 1111 رمضان 1446  هـ
- 1212 رمضان 1446  هـ
- 1313 رمضان 1446  هـ
- 1414 رمضان 1446  هـ
- 1515 رمضان 1446  هـ
- 1616 رمضان 1446  هـ
- 1717 رمضان 1446  هـ
- 1818 رمضان 1446  هـ
- 1919 رمضان 1446  هـ
- 2020 رمضان 1446  هـ
- 2121 رمضان 1446  هـ
- 2222 رمضان 1446  هـ
- 2323 رمضان 1446  هـ
- 2424 رمضان 1446  هـ
- 2525 رمضان 1446  هـ
- 2626 رمضان 1446  هـ
- 2727 رمضان 1446  هـ
- 2828 رمضان 1446  هـ
- 2929 رمضان 1446  هـ
- 301 شوال 1446  هـ
- 312 شوال 1446  هـ
- 13 شوال 1446  هـ
- 24 شوال 1446  هـ
- 35 شوال 1446  هـ
- 46 شوال 1446  هـ

10 مارس أو 10 آذار أو يوم 10 \ 3 (اليوم العاشر من الشهر الثالث) هو اليوم التاسع والستون (69) من السنة البسيطة، أو اليوم السبعون (70) من السنوات الكبيسة وفقًا للتقويم الميلادي الغربي (الغريغوري). يبقى بعده 296 يوما لانتهاء السنة.

## أحداث
- 1220 - سقوط مدينة بخارى أمام قوات المغول بقيادة جنكيز خان بعد حصار دام ثلاثة أيام، وقام المغول بطرد أهل بخارى، وقتلوا من بقي بداخل المدينة وأنهوا عملهم الوحشي بإحراق المدينة.
- 1814 - إرغام نابليون بونابرت على الانسحاب من «معركة لاون» في فرنسا.
- 1906 - بريطانيا تنزل البارجة المدرعة البحرية الحربية إلى البحر في ميناء بورتسموث، وهي البارجة التي كانت أول سفينة في العالم في ذلك الوقت مزودة بمحركات توربينية، كما كانت في ذلك الوقت أكبر سفينة في العالم حيث كان وزنها حوالي 18 ألف طن.
- 1910 - إلغاء الرق في الصين.
- 1983 - إلقاء القبض على مجموعة يهودية متطرفة حاولت اقتحام المسجد الأقصى في الليل من طرفه الجنوبي والاستيطان فيه، وكان بعض أفراد المجموعة مدججين بالسلاح ويرتدون الزي العسكري الإسرائيلي ويحملون معاول وأكياس مليئة بالمتفجرات، وقد ذكر أن هؤلاء من مستوطني كريات أربع وطلاب مدرستها الدينية وهم أعضاء في حركة كاخ التي يتزعمها مائير كاهانا.
- 1996 - أمير الكويت الشيخ جابر الأحمد الصباح ورئيس فنلندا مارتي أهتيسآري يفتتحان برج التحرير في مدينة الكويت.
- 2004 - مجلس النواب الفرنسي يوافق على مشروع قرار يحظر ارتداء الحجاب أو أي رموز دينية أخرى في المدارس والمؤسسات الحكومية.
- 2016 - اختيار أحمد أبو الغيط أمينًا عامًّا جديدًا لجامعة الدول العربية خلفاً لنبيل العربي اعتبارًا من أول يوليو.
- 2017 -
  - تونس تعلن عن عثورها على لمخطوطة نادرة من التوراة تعود للقرن الخامس عشر.
  - المحكمة الدستوريَّة في كوريا الجنوبيَّة تؤيد عزل رئيسة البلاد باك غن هي، ويتسلم الرئاسة بالإنابة رئيس الوزراء هوانغ غيو أن إلى حين إجراء انتخابات جديدة.
- 2019 - سُقُوط طائرة الخطوط الجوية الإثيوبية الرحلة 302 بُعيد إقلاعها بِوقتٍ قصيرٍ من مطار أديس أبابا بولي الدولي ومقتل جميع الرُكَّاب على متنها، وعددهم 157 راكبًا.
- 2021 - وفاة حامد باكايوكو رئيس وزراء ساحل العاج إثر إصابته بفيروس كورونا، عن عمر ناهز 56 عامًا. وتعيين باتريك أتشي قائمًا بأعمال رئيس الوزراء.
- 2023 -
  - انهيار بنك وادي السيليكون في الولايات المتحدة، وهو أكبر فشل مصرفي منذ الأزمة المالية عام 2008.
  - مجلس الشعب الصيني يُعيد انتخاب شي جين بينغ رئيسًا للصين للمرة الثالثة.
- 2024 - إعلان توزيع جوائز الأوسكار السادس والتسعين، وفيلم أوبنهايمر يحصد 7 جوائز من بينها جائزة أفضل فيلم.
- 2025 - الحكومة السورية وقوات سوريا الديمقراطية توقعان اتفاقًا لدمج كل المؤسسات المدنية والعسكرية في شمال شرق سوريا في الحكومة الجديدة.

## مواليد
- 1452 - فرناندو الثاني، ملك أرغون.
- 1503 - فرديناند الأول، إمبراطور الرومانية المقدسة.
- 1854 - ألكسندر الثالث، إمبراطور روسيا السابع عشر.
- 1923 - فال فيتش، عالم فيزياء أمريكي حاصل على جائزة نوبل في الفيزياء عام 1980.
- 1924 - هاجر حمدي، ممثلة مصرية.
- 1933 - عبد الحميد كشك، داعية وعالم مسلم وقارئ مصري.
- 1936 - جوزيف بلاتر، رئيس الاتحاد الدولي لكرة القدم - فيفا.
- 1938 - يوسف داود، ممثل مصري.
- 1940 - تشاك نوريس، ممثل أمريكي.
- 1947 - كيم كامبل، رئيسة وزراء كندا.
- 1952 - مورغان تسفانغيراي، رئيس وزراء زيمبابوي.
- 1953 - إيناس الدغيدي، مخرجة مصرية.
- 1954 - رياض الصالح الحسين، شاعر سوري
- 1955 - يسرا، ممثلة مصرية.
- 1957 - أسامة بن لادن، زعيم تنظيم القاعدة.
- 1958 - شارون ستون، ممثلة أمريكية.
- 1964 - إدوارد إيرل وسكس، ابن ملكة المملكة المتحدة إليزابيث الثانية.
- 1972 - رانيا محمود ياسين، ممثلة مصرية.
- 1973 - كريس سوتون، لاعب كرة قدم إنجليزي.
- 1976 - هيفاء وهبي، مغنية وممثلة لبنانية.
- 1977 - بيتر إنكلمان، لاعب كرة قدم فنلندي.
- 1980 - صفاء سلطان، ممثلة أردنية.
- 1981 -
  - صامويل إيتو، لاعب كرة قدم كاميروني.
  - ستيفن ريد، لاعب كرة قدم أيرلندي.
- 1984 - أوليفيا وايلد، ممثلة أمريكية.
- 1985 - لاسانا ديارا، لاعب كرة قدم فرنسي.
- 1988 - إيفان راكيتيتش، لاعب كرة قدم كرواتي.
- 1991
  - لويزينهو، لاعب كرة قدم برازيلي.
  - بهاء الفرا، منافس ألعاب قوى فلسطيني
- 1992 - إميلي أوسمنت، ممثلة ومغنية أمريكية.

## وفيات
- 1598 - شمس الدين الداودي المقدسي، عالم مسلم ومدرس وشاعر شامي.
- 1792 - جون ستيوارت، رئيس وزراء المملكة المتحدة.
- 1940 - ميخائيل بولغاكوف، روائي مسرحي روسي.
- 1942 - وليم هنري براغ، عالم فيزياء إنجليزي حاصل على جائزة نوبل في الفيزياء عام 1915.
- 1948 - جان مازاريك، سياسي ودبلوماسي تشيكوسلوفاكي.
- 1951 - كيجيورو شيديهارا، رئيس وزراء اليابان.
- 1962 - جوان مارش، مصرفي ورجل أعمال ومهرب إسباني.
- 1966 - فريتس زيرنيكه، عالم فيزياء هولندي حاصل على جائزة نوبل في الفيزياء عام 1953.
- 1970 - محمد يوسف الشريقي، حقوقي وسياسي وشاعر سوري أردني.
- 1973 - أنطون قازان، محامي وشاعر لبناني.
- 1989 - محمد علي الصالح، شاعر وسياسي وصحفي فلسطيني.
- 1994 - عبد القادر علولة، كاتب مسرحي جزائري.
- 2004 - زكي ناصيف، ملحن ومغني لبناني.
- 2005 -
  - شوقي ضيف، أديب وعالم لغوي مصري.
  - وليد قنباز، شاعر وكاتب سوري.
- 2010 - محمد سيد طنطاوي، شيخ الجامع الأزهر.
- 2021 -
  - علي مهدي محمد، سياسي صومالي، شغل منصب رئيس الصومال الرابع.
  - حامد باكايوكو، سياسي عاجي، شغل منصب رئيس وزراء ساحل العاج.
- 2022 - لؤي حسين، كاتب وسياسي سوري.

## أعياد ومناسبات
- يوم الانتفاضة التبتية في التبت.

## وصلات خارجية
- وكالة الأنباء القطريَّة: حدث في مثل هذا اليوم.
- النيويورك تايمز: حدث في مثل هذا اليوم.
- BBC: حدث في مثل هذا اليوم.